# Lijst van voetbalinterlands Djibouti - Rwanda
Deze lijst van voetbalinterlands is een overzicht van alle officiële voetbalwedstrijden tussen de nationale teams van Djibouti en Rwanda. De landen speelden tot op heden vijf keer tegen elkaar. De eerste ontmoeting werd gespeeld op 24 juli 1999 tijdens de CECAFA Cup 1999 in Kigali. Het laatste duel, een kwalificatiewedstrijd voor het African Championship of Nations 2024, vond plaats in de Rwandese hoofdstad op 31 oktober 2024.

## Wedstrijden
| № | Plaats        | Datum            | Competitie                                        | Wedstrijd         | Uitslag |
| - | ------------- | ---------------- | ------------------------------------------------- | ----------------- | ------- |
| 1 | Kigali        | 24 juli 1999     | CECAFA Cup 1999                                   | Rwanda – Djibouti | 4 – 1   |
| 2 | Dar es Salaam | 13 december 2007 | CECAFA Cup 2007                                   | Djibouti – Rwanda | 0 – 9   |
| 3 | Dar es Salaam | 2 december 2011  | CECAFA Cup 2011                                   | Rwanda – Djibouti | 5 – 2   |
| 4 | Kigali        | 27 oktober 2024  | African Championship of Nations 2024 kwalificatie | Djibouti − Rwanda | 1 − 0   |
| 5 | Kigali        | 31 oktober 2024  | African Championship of Nations 2024 kwalificatie | Rwanda − Djibouti | 3 − 0   |

## Samenvatting
| Competitie                                   | Totaal gespeeld | Winst Djibouti | Gelijk | Winst Rwanda | Doelsaldo Djibouti – Rwanda |
| -------------------------------------------- | --------------- | -------------- | ------ | ------------ | --------------------------- |
| African Championship of Nations-kwalificatie | 2               | 1              | 0      | 1            | 1 − 3                       |
| CECAFA Cup                                   | 3               | 0              | 0      | 3            | 3 − 18                      |
| Totaal                                       | 5               | 1              | 0      | 4            | 4 − 21                      |

Wedstrijden bepaald door strafschoppen worden, in lijn met de FIFA, als een gelijkspel gerekend.
FDF · A-internationals · Djiboutiaans vrouwenelftal · Olympisch elftal · 
1990 – 1999 ·
2000 – 2009 ·
2010 – 2019 ·
2020 − 2029
1994 · 
1995 · 
1996 · 
1997 · 
1998 · 
1999 · 
2000 · 
2001 · 
2002 · 
2003 · 
2004 · 
2005 · 
2006 · 
2007 · 
2008 · 
2009 ·
2010 · 
2011 · 
2012 ·
2013 ·
2014 ·
2015 · 
2016 ·
2017 ·
2018 ·
2019 ·
2020 ·
2021 ·
2022 ·
2023 ·
2024
Algerije ·
Burkina Faso ·
Burundi ·
Comoren ·
Congo-Kinshasa ·
Egypte ·
Equatoriaal-Guinea ·
Eritrea ·
Ethiopië ·
Gambia ·
Guinee-Bissau ·
Jemen ·
Kenia ·
Libanon ·
Liberia ·
Malawi ·
Mauritius ·
Namibië ·
Niger ·
Oeganda ·
Pakistan ·
Rwanda ·
Sierra Leone ·
Soedan ·
Somalië ·
Swaziland ·
Tanzania ·
Togo ·
Tunesië ·
Zambia ·
Zimbabwe ·
Zuid-Soedan
FERWAFA · Rwandees vrouwenelftal
1976 – 1989 · 
1990 – 1999 · 
2000 – 2009 · 
2010 – 2019 ·
2020 − 2029
Algerije ·
Angola ·
Benin ·
Botswana ·
Burundi ·
Centraal-Afrikaanse Republiek ·
Congo-Brazzaville ·
Congo-Kinshasa ·
Djibouti ·
Egypte ·
Equatoriaal-Guinea ·
Eritrea ·
Ethiopië ·
Gabon ·
Ghana ·
Guinee ·
Ivoorkust ·
Kaapverdië ·
Kameroen ·
Kenia ·
Lesotho ·
Liberia ·
Libië ·
Madagaskar ·
Malawi ·
Mali ·
Marokko ·
Mauritanië ·
Mauritius ·
Mozambique ·
Namibië ·
Nigeria ·
Oeganda ·
Senegal ·
Seychellen ·
Soedan ·
Somalië ·
Tanzania ·
Togo ·
Tunesië ·
Zambia ·
Zimbabwe ·
Zuid-Afrika ·
Zuid-Soedan